# 別役月乃
別役 月乃（べっちゃく つきの、1901年（明治34年） - 没年不明）は、大正時代から昭和時代にかけての女性日本画家。

## 来歴
北野恒富の門人。本名は光子。月乃と号した。この号は「月の」を意味していた。高知県の生まれ。若い時に大阪に出ており、美人画を専門とした北野恒富に師事した。1920年（大正8年）に開催された第2回帝展に出品した「七夕」が入選を果たす。しかし、その後、この公募展に月乃の作品は二度と選出されなかった。また、師である恒富が創立会員になっていた大正美術会及び中川和堂らによる土筆会が合同して成立された大阪美術展覧会において1918年（大正7年）の第3回展からしばしば作品を出品しており、日常の何気ない仕事をする若い女性と子供たちを主に描いている。その後、1922年（大正11年）から始まった、白耀社という恒富画塾に集まる画家たちによる白耀社展に力作を発表し続けている。この恒富の画塾には女性画家が多数所属していたが、そのなかでも月乃は実力派として活躍しており、同門の星加雪乃、橋本花乃とともに恒富門の雪月花といわれていた。

## 作品
- 「七夕」　絹本着色 ホノルル美術館所蔵 1920年
- 「爪」 第9回院展試作展入選 1923年